# Eros Lanfranco
Eros Lanfranco (Genova, 19 maggio 1906 – Campo di concentramento di Melk, 23 novembre 1944) è stato un partigiano italiano, medaglia d'oro al valor militare alla memoria.

## Biografia
Avvocato, esercitò la sua professione senza dimenticare l'impegno antifascista. Militante del Partito d'Azione, dopo l'8 settembre 1943 Lanfranco prese parte alla Guerra di liberazione nelle file della Resistenza genovese.
Membro del primo Comitato di Liberazione Nazionale e del CLN della Liguria, fu responsabile delle prime organizzazioni militari "Giustizia e Libertà" della zona. Affrontò pericoli di ogni genere - come è ricordato nella motivazione della medaglia d'oro al valor militare - costituì depositi di armi e munizioni e impiantò una delle prime stazioni radio trasmittenti della Liguria, in collegamento col Comando Alleato di Algeri, al quale fornì importanti notizie di carattere politico-militare.
L'8 marzo 1944, arrestato dalla Gestapo in seguito ad una delazione, Eros Lanfranco fu tradotto alle carceri genovesi di Marassi, poi trasferito a Fossoli e infine deportato nel campo di concentramento di Mauthausen.
Sfinito per il durissimo lavoro nelle cave di Melk, per le privazioni e le sevizie, Lanfranco fu mandato all'infermeria del lager, dove i tedeschi lo eliminarono con un'iniezione di benzina. Per strappargli alcuni denti d'oro, i tedeschi fecero scempio del cadavere. Un commosso ritratto di Eros Lanfranco - al quale è intitolato un Largo nel centro di Genova - lo si può trovare nel libro di Piero Caleffi Si fa presto a dire fame.